# Tyrone Pandy
Tyrone Jamal Pandy (ur. 14 stycznia 1986) – belizeński piłkarz występujący na pozycji środkowego obrońcy, obecnie zawodnik Belmopan Bandits.

## Kariera klubowa
Pandy rozpoczynał swoją karierę piłkarską w drużynie San Pedro Seahawks, w której barwach nie zdołał jednak odnieść żadnych poważniejszych sukcesów. Po upływie kilku miesięcy przeniósł się do ekipy Wagiya FC z siedzibą w mieście Dangriga. Tam w sezonie 2006 odniósł swoje pierwsze osiągnięcie w przygodzie z piłką, zdobywając tytuł wicemistrza kraju. W późniejszym czasie został zawodnikiem klubu Belize Defence Force FC z Belize City, gdzie w jesiennych rozgrywkach 2009 zanotował swój premierowy tytuł mistrzowski, pełniąc rolę podstawowego zawodnika wyjściowego składu. Sukces ten powtórzył również pół roku później, w sezonie 2010, natomiast trzecie z rzędu mistrzostwo Belize wywalczył z Defence Force podczas rozgrywek 2010/2011. W połowie 2013 roku przeniósł się do stołecznej ekipy Belmopan Bandits.

## Kariera reprezentacyjna
W seniorskiej reprezentacji Belize Pandy zadebiutował za kadencji gwatemalskiego selekcjonera Palmiro Salasa, 22 stycznia 2008 w przegranym 0:2 meczu towarzyskim z Salwadorem. W 2011 roku znalazł się w ogłoszonym przez szkoleniowca José de la Paza Herrerę składzie na turniej Copa Centroamericana, gdzie jednak ani razu nie pojawił się na boisku, a jego kadra odpadła z turnieju już w fazie grupowej. W 2013 roku znów znalazł się w składzie na Copa Centroamericana, gdzie wystąpił w czterech meczach, a jego zespół, prowadzony przez kostarykańskiego trenera Leroya Sherriera Lewisa, zajął czwartą lokatę, najwyższą w historii swoich występów w tym turnieju. Kilka miesięcy później został powołany przez selekcjonera Iana Morka na Złoty Puchar CONCACAF, gdzie rozegrał wszystkie trzy spotkania od pierwszej minuty, a Belizeńczycy, debiutujący wówczas w tych rozgrywkach, zanotowali komplet porażek i odpadli z turnieju już w fazie grupowej.